# Natação no Campeonato Europeu de Esportes Aquáticos de 2014 - 800 m livre masculino
A prova dos 800 metros livre masculino da natação no Campeonato Europeu de Esportes Aquáticos de 2014 ocorreu entre os dias 21 e 22 de agosto em Berlim, na Alemanha. 

## Calendário
| Fase          | Data         | Hora  |
| ------------- | ------------ | ----- |
| Eliminatórias | 21 de agosto | 10:43 |
| Final         | 22 de agosto | 18:07 |

Todos os horários estão no horário local (UTC+1)

## Recordes
Antes desta competição, os recordes eram os seguintes:
| Recorde mundial       | Zhang Lin         | 7:32.12 | Roma      | 29 de julho de 2009  |
| Recorde europeu       | Gabriele Detti    | 7:42.74 | Riccione  | 8 de abril de 2014   |
| Recorde do campeonato | Sébastien Rouault | 7:48.84 | Budapeste | 13 de agosto de 2010 |

Os seguintes novos recordes foram estabelecidos durante esta competição. 
| Data         | Prova | Nadador              | Nacionalidade | Tempo   | Recordes              |
| ------------ | ----- | -------------------- | ------------- | ------- | --------------------- |
| 22 de agosto | Final | Gregorio Paltrinieri | Itália        | 7:44.98 | Recorde do campeonato |

## Medalhistas
| Ouro                       | Prata             | Bronze               |
| Gregorio Paltrinieri (ITA) | Pál Joensen (FRO) | Gabriele Detti (ITA) |

## Resultados

### Eliminatórias
Esses foram os resultados das eliminatórias. 
| Pos. | Bateria | Raia | Nadador              | Nacionalidade | Tempo   | Notas |
| ---- | ------- | ---- | -------------------- | ------------- | ------- | ----- |
| 1    | 4       | 5    | Pál Joensen          | Ilhas Feroé   | 7:53.09 | Q     |
| 2    | 4       | 7    | Jan Micka            | Chéquia       | 7:53.38 | Q     |
| 3    | 4       | 4    | Gabriele Detti       | Itália        | 7:53.51 | Q     |
| 4    | 4       | 3    | Gergely Gyurta       | Hungria       | 7:55.34 | Q     |
| 5    | 3       | 4    | Gregorio Paltrinieri | Itália        | 7:55.35 | Q     |
| 6    | 3       | 9    | Stephen Milne        | Reino Unido   | 7:56.40 | Q     |
| 7    | 2       | 4    | Richárd Nagy         | Eslováquia    | 7:56.74 | Q     |
| 8    | 3       | 7    | Ferry Weertman       | Países Baixos | 7:57.80 | Q     |
| 9    | 2       | 5    | Anton Ipsen          | Dinamarca     | 7:58.17 |       |
| 10   | 3       | 0    | Florian Vogel        | Alemanha      | 7:58.34 |       |
| 11   | 3       | 5    | Serhiy Frolov        | Ucrânia       | 7:58.55 |       |
| 12   | 3       | 3    | Marc Sánchez         | Espanha       | 7:58.66 |       |
| 13   | 2       | 3    | Maarten Brzoskowski  | Países Baixos | 7:58.82 |       |
| 14   | 4       | 2    | Filip Zaborowski     | Polónia       | 7:58.99 |       |
| 15   | 1       | 4    | Martin Bau           | Eslovênia     | 7:59.76 |       |
| 16   | 3       | 6    | Sören Meiβner        | Alemanha      | 8:01.65 |       |
| 17   | 3       | 1    | Joris Bouchault      | França        | 8:02.89 |       |
| 18   | 3       | 2    | Anthony Pannier      | França        | 8:03.00 |       |
| 19   | 4       | 6    | Matias Koski         | Finlândia     | 8:05.07 |       |
| 20   | 4       | 8    | Damien Joly          | França        | 8:05.29 |       |
| 21   | 4       | 1    | Gergő Kis            | Hungria       | 8:06.14 |       |
| 22   | 2       | 0    | Maksim Shemberyev    | Ucrânia       | 8:06.78 |       |
| 23   | 2       | 8    | Nezir Karap          | Turquia       | 8:08.05 |       |
| 24   | 1       | 3    | Jan Kutník           | Chéquia       | 8:10.48 |       |
| 25   | 2       | 2    | David Brandl         | Áustria       | 8:10.66 |       |
| 26   | 1       | 5    | Lukas Ambros         | Áustria       | 8:11.71 |       |
| 27   | 3       | 8    | Pawel Furtek         | Polónia       | 8:12.50 |       |
| 28   | 4       | 9    | Axel Reymond         | França        | 8:12.81 |       |
| 29   | 2       | 9    | Eetu Piiroinen       | Finlândia     | 8:13.11 |       |
| 30   | 2       | 1    | Anton Goncharov      | Ucrânia       | 8:13.67 |       |
| 31   | 1       | 2    | Adam Paulsson        | Suécia        | 8:19.29 |       |
| 32   | 1       | 6    | Tomás Novovesky      | Chéquia       | 8:20.70 |       |
| 33   | 2       | 6    | Ediz Yıldırımer      | Turquia       | 8:21.41 |       |
| 34   | 2       | 7    | Uladzimir Zhyharau   | Bielorrússia  | 8:23.95 |       |
| 35   | 1       | 7    | Pit Brandenburger    | Luxemburgo    | 8:33.16 |       |
| —    | 4       | 0    | Mads Glæsner         | Dinamarca     |         | DNS   |

### Final
Esse foi o resultado da final. 
| Pos.              | Raia | Nadador              | Nacionalidade | Tempo   | Notas                 |
| ----------------- | ---- | -------------------- | ------------- | ------- | --------------------- |
| Medalha de ouro   | 2    | Gregorio Paltrinieri | Itália        | 7:44.98 | Recorde do campeonato |
| Medalha de prata  | 4    | Pál Joensen          | Ilhas Feroé   | 7:48.49 |                       |
| Medalha de bronze | 3    | Gabriele Detti       | Itália        | 7:49.35 |                       |
| 4                 | 7    | Stephen Milne        | Reino Unido   | 7:50.64 |                       |
| 5                 | 5    | Jan Micka            | Chéquia       | 7:52.19 |                       |
| 6                 | 6    | Gergely Gyurta       | Hungria       | 7:55.47 |                       |
| 7                 | 8    | Ferry Weertman       | Países Baixos | 7:55.57 |                       |
| 8                 | 1    | Richárd Nagy         | Eslováquia    | 7:56.28 |                       |